# Brad Pearce
Pour les articles homonymes, voir Pearce.
Brad Pearce, né le 21 mars 1966 à Provo, est un ancien joueur américain de tennis.

## Palmarès

### Titres en double messieurs
| No | Date       | Nom et lieu du tournoi          | Catégorie    | Dotation  | Surface         | Partenaire       | Finalistes                    | Score         |  |
| -- | ---------- | ------------------------------- | ------------ | --------- | --------------- | ---------------- | ----------------------------- | ------------- |  |
| 1  | 17-11-1986 | WCT-Houston Shootout Houston    |              | 220 000 $ | Moquette (int.) | Ricardo Acuña    | Chip Hooper Mike Leach        | 6-4, 7-5      |  |
| 2  | 05-01-1987 | Benson and Hedges Open Auckland |              | 89 400 $  | Dur (ext.)      | Kelly Jones      | Carl Limberger Mark Woodforde | 7-6, 7-6      |  |
| 3  | 20-08-1990 | OTB International Schenectady   | World Series | 125 000 $ | Dur (ext.)      | Richard Fromberg | Brian Garrow Sven Salumaa     | 6-2, 3-6, 7-6 |  |
| 4  | 05-10-1992 | Grand Prix de Toulouse Toulouse | World Series | 275 000 $ | Dur (int.)      | Byron Talbot     | Guy Forget Henri Leconte      | 6-1, 3-6, 6-3 |  |

### Finales en double messieurs
| No | Date       | Nom et lieu du tournoi                 | Catégorie           | Dotation  | Surface         | Vainqueurs                 | Partenaire      | Score         |  |
| -- | ---------- | -------------------------------------- | ------------------- | --------- | --------------- | -------------------------- | --------------- | ------------- |  |
| 1  | 20-07-1987 | OTB Open Schenectady                   |                     | 89 400 $  | Dur (ext.)      | Gary Donnelly Gary Muller  | Jim Pugh        | 7-6, 6-2      |  |
| 2  | 16-11-1987 | Altech South African Open Johannesburg |                     | 232 000 $ | Dur (int.)      | Kevin Curren David Pate    | Eric Korita     | 6-4, 6-4      |  |
| 3  | 17-07-1989 | OTB International Schenectady          |                     | 100 000 $ | Dur (ext.)      | Scott Davis Broderick Dyke | Byron Talbot    | 2-6, 6-4, 6-4 |  |
| 4  | 09-04-1990 | Tournoi de tennis du Japon Tokyo       |                     | 825 000 $ | Dur (ext.)      | Mark Kratzmann Wally Masur | Kent Kinnear    | 3-6, 6-3, 6-4 |  |
| 5  | 29-07-1991 | Volvo Tennis Los Angeles               | World Series        | 225 000 $ | Dur (ext.)      | Javier Frana Jim Pugh      | Glenn Michibata | 7-5, 2-6, 6-4 |  |
| 6  | 20-04-1992 | KAL Cup Korea Open Séoul               | World Series        | 145 000 $ | Dur (ext.)      | Kevin Curren Gary Muller   | Kelly Evernden  | 7-6, 6-4      |  |
| 7  | 15-02-1993 | Comcast U.S. Indoor Philadelphie       | Championship Series | 575 000 $ | Moquette (int.) | Jim Grabb Richey Reneberg  | Marcos Ondruska | 6-7, 6-3, 6-0 |  |
| 8  | 27-09-1993 | Swiss Indoors Bâle                     | World Series        | 775 000 $ | Dur (int.)      | Byron Black Jonathan Stark | Dave Randall    | 3-6, 7-5, 6-3 |  |